# Dorytomus filirostris
 (juillet 2024).
Erirhinus filirostris
Espèce
Dorytomus filirostris, ou Erirhinus filirostris, est une espèce d'Insectes coléoptères de la famille des Curculionidae. L'espèce a été décrite pour la première fois par Leonard Gyllenhaal en 1835 sous le genre Erirhinus (synonyme de Dorytomus).

## Description

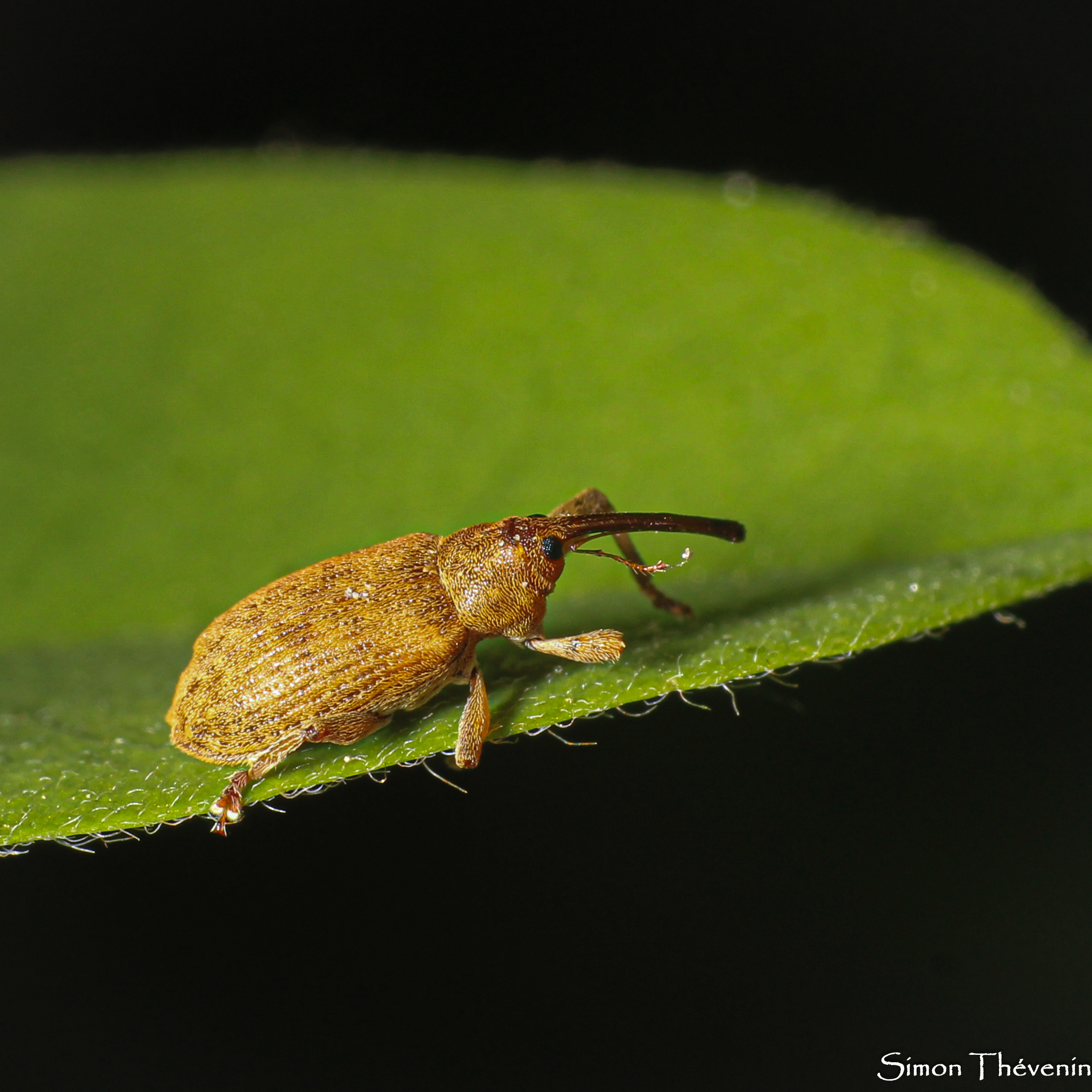
Dorytomus filirostris mâle.

Les adultes mesurent de 4 à 5,5 millimètres de longueur. Ils ont des antennes et un rostre particulièrement fins et longs. Leur corps est de couleur rougeâtre à brun jaunâtre, la face ventrale est sombre. L'insertion des antennes chez les femelles se trouve approximativement à la moitié de la longueur du rostre, tandis que chez les mâles elle est plus proche de l’extrémité du rostre.

## Répartition
Dorytomus filirostris se rencontre en Europe centrale et méridionale. L'espèce est présente au nord dans les îles britanniques et au Danemark, au sud en Corse, et à l'est en Bulgarie et en Biélorussie.

## Biologie
Dorytomus filirostris est une espèce univoltine, c'est-à-dire qu'elle ne produit qu'une seule génération par an. Les adultes sont principalement observés au printemps entre avril et juin. Les femelles pondent leurs œufs dans les chatons mâles du Peuplier blanc (Populus alba) et du Peuplier noir (Populus nigra). Le développement larvaire a lieu au sein des chatons et la pupaison a lieu dans le sol, la nouvelle génération apparaît en automne et en hiver.

## Systématique
L'espèce possède trois chrésonymes :
- Erirhinus filirostris Gyllenhal, 1835 –  protonyme ;
- Dorytomus filirostris (Gyllenhal, 1836) – synonyme ;
- Dorytomus filirostris Gyllenhal, 1835 – nom de référence.

Ainsi, selon TAXREF, son nom valide complet (avec auteur) « Dorytomus filirostris Gyllenhal, 1835 ». Cependant,  selon GBIF, son nom valide est « Erirhinus filirostris Gyllenhal, 1835 ».